# Дубовицька Регіна Ігорівна
Дубовицька Регіна Ігорівна (рос. Дубовицкая Регина Игоревна; нар. 30 грудня 1943 року ) — радянська і російська телеведуча, з жовтня 1987 року ведуча і керівник програми «Аншлаг», журналіст, редактор, сценарист .

## Біографія
Народилася 30 грудня 1943 року в родині філолога Ігоря Олександровича Дубовицького (1914-2002) і біолога Ніни Жамкочян. 
Незабаром після народження доньки сім'я Дубовицьких переїхала до Кишинева. Після закінчення Регіною початкової школи сім'я перебралася в Кострому.
З дев'ятого класу Регіна вирішила стати журналістом, на журфак брали тільки з дворічним стажем за фахом. 
Поступила заочно  в П'ятигорський інститут іноземних мов за спеціальністю вчитель «німецької мови», через кілька років сім'я переїхала в П'ятигорськ, через те що у батька були проблеми зі здоров'ям.  . У студентські роки 6 днів проходила практику в школі, викладач поставив їй п'ятірку, тільки щоб вона більше в цю школу не приходила. 
На 4 курсі вона вийшла заміж, захистила диплом на відмінно і переїхала до чоловіка до Підмосков'я, в селище Менделєєве.
В кінці 1960-х років поступила на посаду молодшого редактора по листам до відділу сатири і гумору передачі «Доброго ранку!» на Всесоюзному радіо.
За роки роботи на радіо Регіна познайомилася з багатьма гумористами, які брали участь в цій передачі, які потім стали брати участь і в програмі «Аншлаг». В кінці 1980-х, коли в ЗМІ було оголошено про «гласність», на радіо ще працювали цензори «старого гарту», які не пропускали багато в ефір. Тоді Дубовицька вирішила піти з радіо і перейти на телебачення.
У 1987 році вона створює на телебаченні передачу «Аншлаг», завданням якої було розповісти про стан естради розмовного жанру і про місце естради в житті радянської людини.
У 2000-і роки програма почала втрачати популярність у зв'язку з щорічно зростаючою конкуренцією. З'являються все нові формати і особи, а «Аншлаг» останнім часом перестав розвиватися і став об'єктом для критики. Передача почали критикувати в пресі за низкопробність і вульгарність.
5 травня 2007 року Дубовицька відпочивала з Оленою Воробей в Чорногорії, і під час однієї з поїздок країною вони потрапили в автомобільну аварію. Таксист не впорався з керуванням. Олена Воробей дістала струс мозку, а Регіна Дубовицька опинилася в реанімації з переломом правого стегна. Вже восени того ж року вона приступила до зйомок нових випусків «Аншлагу».
Більше 20 років Дубовицька живе з чоловіком Юрієм Айвазяном в будинку в селищі Менделєєве міського округу Солнєчногорськ Московської області[джерело?].

## Телебачення
Участь в передачах:
- Секрет на мільйон [Архівовано 26 жовтня 2020 у Wayback Machine.] .
- Доля людини з Борисом Корчевніковим (2020) [Архівовано 26 жовтня 2020 у Wayback Machine.]
- Доля людини з Борисом Корчевніковим (2018) [Архівовано 20 грудня 2020 у Wayback Machine.]
- Мій герой [Архівовано 18 листопада 2021 у Wayback Machine.]
- Ідеальний ремонт [Архівовано 27 жовтня 2020 у Wayback Machine.]
- Врятуйте, я не вмію готувати! [Архівовано 22 жовтня 2020 у Wayback Machine.]

## Родина
- Батько - Ігор Олександрович Дубовицький (1914 - 4 січня 2002) [6] [7], кандидат філологічних наук, професор. Був першим завідувачем в 1940 - 1942 роках кафедрою російської мови і літератури Шадринського державного учительського інституту, викладачем літератури (1943 - 1949) створеного в 1943 році на базі учительського інституту Шадринського державного педагогічного інституту [8] [9]. Був також заступником директора Кишинівського педінституту, завідувачам кафедр російської мови і літератури Тираспольського, Костромського, П'ятигорського, Елістінского педінститутів, проректором педінституту в м Орджонікідзе. З 1972 по 1974 рр. був завідувачем кафедри літератури в МГПИ імені Леніна. Автор підручників «Російська література» для 8, 9, 10-х класів молдавської середньої школи. У нього батько - поляк, мати єврейка [10].
- Мати - Ніна Жамкочян, біолог, працювала вчителем у школі. Її батьки з абхазьких вірмен.
- Чоловік - Юрій Мкртічевіч Айвазян (рід. 6 червня 1937), фізик, доктор фізико-математичних наук, професор. Основоположник фізичного напрямки в області магнетизму.
- Донька - Ілона Юріївна Айвазян (нар. 28 серпня 1966), прикладний математик, закінчила енергетичний інститут, працює на телебаченні.
- Онука - Регіна Ігорівна Лукашина (нар. 8 листопада 1998) [11] [12], студентка 4-го курсу Першого МГМУ ім. І. М. Сеченова.

Регіна колекціонує посуд та пляшки. 